# Joonas Korpisalo
Joonas Korpisalo, född 28 april 1994, är en finländsk professionell ishockeymålvakt som spelar för NHL-laget Los Angeles Kings.
Han har tidigare spelat på NHL-nivå för Columbus Blue Jackets och på lägre nivåer för Cleveland Monsters och Springfield Falcons i AHL, Jokerit och Ilves i Liiga och Kiekko-Vantaa och Lempäälän Kisa i Mestis.
Korpisalo draftades i tredje rundan i 2012 års draft av Columbus Blue Jackets som 62:a spelare totalt.